# Andranik Zarukjan

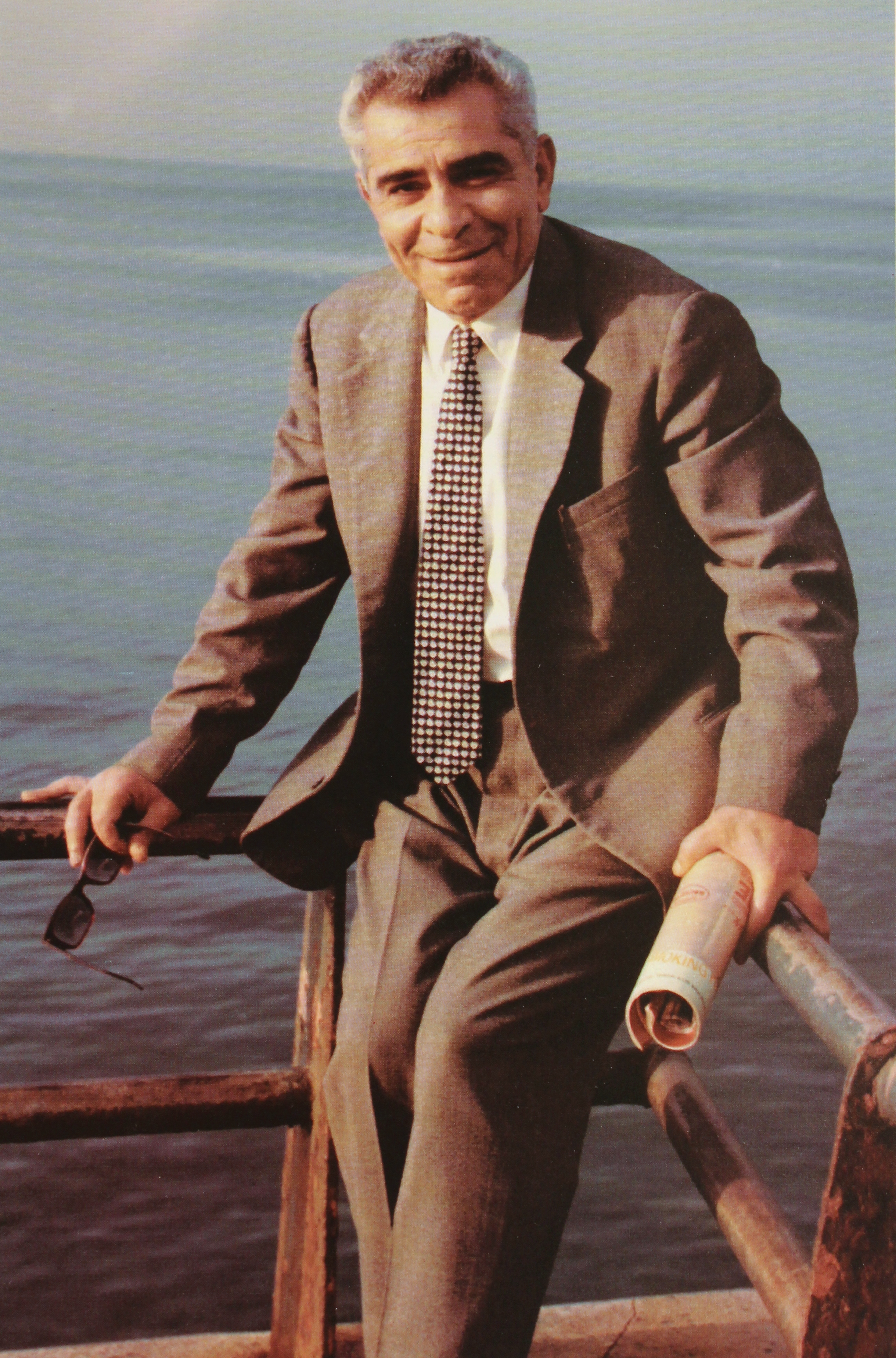
Andranik Zarukjan

Andranik Zarukjan (armenisch Անդրանիկ Ծառուկեան Antranig Dzarougian, reformiert Անդրանիկ Ծառուկյան Andranik Tsarukyan, * 1913 in Gürün, Vilâyet Sivas, Osmanisches Reich; † 1989 in Beirut, Libanon) war ein einflussreicher armenischer Diasporaschriftsteller, Dichter, Erzieher und Journalist des 20. Jahrhunderts.

## Leben
Zarukjans Vater „Tschelo Toros“ war einer der Kämpfer der armenischen Fedajin gegen die osmanische Armee. Während der Jahre des Völkermords an den Armeniern wurde Zarukjan im Zuge der Todesmärsche in die Syrische Wüste von seiner Mutter getrennt und verbrachte seine Kindheit in einem armenischen Waisenhaus in Aleppo. Im Jahre 1921 traf er seine Mutter in Aleppo wieder und zog in die örtliche Haygazian-Schule. Im gleichen Jahr wurde sein Vater festgenommen und im Gefängnis von Marasch wegen seiner Teilnahme an der patriotischen armenischen Bewegung ermordet.
Zarukjan zog nach Beirut, um seine Ausbildung am neu eröffneten Armenischen Kollegium fortzusetzen. Unter seinen Lehrern waren Prominente wie Nikol Aghbalian und Levon Schant. Nach dem Abschluss begann Zarukjan seine Karriere als Lehrer an armenischen Schulen in Aleppo und Beirut. Seit 1950 veröffentlichte er das literarische Wochenblatt Nayiri in Beirut.
Seine bekanntesten Werke „Leute ohne Kindheit“ (Մանկութիւն Չունեցող Մարդիկ) und „Wunderhaftes Aleppo“ (Երազային Հալէպը) sind Autobiografien, die seinem Kindheitsleben im Waisenhaus von Aleppo gewidmet sind.
Dzarugian besuchte die Armenische Sozialistische Sowjetrepublik zum ersten Mal im Jahre 1956. Seine Eindrücke von dieser Reise ins Heimatland werden in seinem Buch „Alte Träume, neue Pfade“ (Հին Երազներ Նոր Ճամբաներ) wiedergegeben.